# Saretschje (Kaliningrad, Gwardeisk)
Saretschje (russisch Заречье, deutsch Pregelswalde, Kreis Wehlau) ist ein Ort in der russischen Oblast Kaliningrad und gehört zur kommunalen Selbstverwaltungseinheit Stadtkreis Gwardeisk im Rajon Gwardeisk.

## Geographische Lage
Saretschje liegt südwestlich der Rajonshauptstadt Gwardeisk (Tapiau) und ist über eine jeweilige Stichstraße von den russischen Fernstraßen R 508 (in südlicher Richtung) und R 512 (in westlicher Richtung) zu erreichen. Die nächste Bahnstation ist Gwardeisk an der Bahnstrecke Kaliningrad–Nesterow (Königsberg–Stallupönen/Ebenrode) – einem Teilstück der einstigen Preußischen Ostbahn – zur Weiterfahrt nach Litauen und in das russische Kernland.

## Geschichte
Die Gründung des bis 1946 Pregelswalde genannten Dorfes erfolgte 1370. Zwischen 1874 und 1945 war der Ort Sitz und namensgebend für einen neu errichteten Amtsbezirk, der zum Kreis Wehlau im Regierungsbezirk Königsberg der preußischen Provinz Ostpreußen gehörte. Vor 1908 wurden die Ortschaften Falkenhorst und Johannsdorf (beide nicht mehr existent) in die Landgemeinde Pregelswalde eingemeindet, die 1910 820 Einwohner zählte.
Am 30. September 1928 wurde der Nachbargutsbezirk Friedrichsruh (russisch: Dnjeprowskoje, nicht mehr existent) nach Pregelswalde eingegliedert. In der so flächenmäßig vergrößerten Gemeinde lebten 1933 noch 715 und 1939 nur noch 700 Menschen.
Infolge des Krieges kam Pregelswalde mit dem nördlichen Ostpreußen 1945 zur Sowjetunion und wurde 1947 in Saretschje umbenannt. Gleichzeitig wurde der Ort Sitz eines Dorfsowjets im Rajon Gwardeisk. Seit 1994 wurde Saretschje von Oserki aus verwaltet. Seit 2014 gehört Saretschje zum Stadtkreis Gwardeisk.

### Amtsbezirk Pregelswalde (1874–1945)
Zum 1874 neu errichteten Amtsbezirk Pregelswalde gehörten ursprünglich drei Landgemeinden (LG) und zwei Gutsbezirke (GB):
| Deutscher Name     | Russischer Name | Bemerkungen                                             |
| ------------------ | --------------- | ------------------------------------------------------- |
| Falkenhorst (GB)   |                 | vor 1908 in die Landgemeinde Pregelswalde eingegliedert |
| Friedrichsruh (GB) | Dnjeprowskoje   | 1928 in die Landgemeinde Pregelswalde eingegliedert     |
| Johannsdorf (LG)   |                 | vor 1908 in die Landgemeinde Pregelswalde eingegliedert |
| Pregelswalde (LG)  | Saretschje      |                                                         |
| Zohpen             | Suworowo        |                                                         |

Aufgrund der strukturellen Veränderungen bildeten am 1. Januar 1945 lediglich noch die beiden Gemeinden Pregelswalde und Zohpen den Amtsbezirk Pregelswalde.

### Saretschenski selski Sowet/okrug 1947–1994
Der Dorfsowjet Saretschenski selski Sowet (ru. Зареченский сельский Совет, Saretschenski selski Sowet) wurde im Juni 1947 eingerichtet. Nach dem Zerfall der Sowjetunion bestand die Verwaltungseinheit als Dorfbezirk Saretschenski selski okrug (ru. Зареченский сельский округ). Im Jahr 1994 wurde der Dorfbezirk aufgelöst und an den Oserski selski okrug angeschlossen.
| Ortsname                       | Name bis 1947/50 | Bemerkungen                                                                                        |
| ------------------------------ | ---------------- | -------------------------------------------------------------------------------------------------- |
| Dnjeprowskoje (Днепровское)    | Friedrichsruh    | Der Ort wurde 1950 umbenannt und verlor vor 1975 seine Eigenständigkeit.                           |
| Dolina (Долина)                | Neu Zimmau       | Der Ort wurde 1947 umbenannt und vor 1975 verlassen.                                               |
| Gribki (Грибки)                | Langhöfel        | Der Ort wurde 1947 umbenannt und war zunächst in den Dorfsowjet Oserski eingeordnet.               |
| Karjernoje (Карьерное)         | Imten            | Der Ort wurde 1947 umbenannt und vermutlich vor 1975 an den Ort Rownoje angeschlossen (ein Haus?). |
| Krasnoborskoje (Красноборское) | Starkenberg      | Der Ort wurde 1947 umbenannt und war zunächst in den Dorfsowjet Oserski eingeordnet.               |
| Krasnoe (Красное)              | Adlig Damerau    | Der Ort wurde 1947 umbenannt und vor 1975 verlassen.                                               |
| Poljana (Поляна)               | Sielacken        | Der Ort wurde 1947 umbenannt und vor 1975 verlassen.                                               |
| Prudy (Пруды)                  | Genslack         | Der Ort wurde 1947 umbenannt und war zunächst in den Dorfsowjet Oserski eingeordnet.               |
| Rownoje (Ровное)               | Romau            | Der Ort wurde 1947 umbenannt.                                                                      |
| Rutschji (Ручьи)               | Bieberswalde     | Der Ort wurde 1947 umbenannt.                                                                      |
| Saretschje (Заречье)           | Pregelswalde     | Verwaltungssitz                                                                                    |
| Saretschnoje (Заречное)        | Oberwalde        | Der Ort wurde 1947 umbenannt und vor 1975 verlassen.                                               |
| Suworowo (Суворово)            | Zohpen           | Der Ort wurde 1950 umbenannt.                                                                      |
| Wessjoloje (Весёлое)           | Linkehnen        | Der Ort wurde 1947 umbenannt und war zunächst in den Dorfsowjet Oserski eingeordnet.               |

Die beiden im Jahr 1947 umbenannten Orte Jelnjaki (Frischenau) und Retschnoje (Magotten), die zunächst in den Saretschenski selski Sowet eingeordnet wurden, kamen dann (vor 1975) aber zum Bolschepoljanski selski Sowet.

## Kirche
Die Bevölkerung Pregelswaldes war vor 1945 fast ausnahmslos evangelischer Konfession und in das Kirchspiel der Stadtkirche Tapiau (heute russisch: Gwardeisk) eingepfarrt. Es gehörte zum Kirchenkreis Wehlau (Snamensk) in der Kirchenprovinz Ostpreußen der Kirche der Altpreußischen Union. Heute liegt Saretschje im Einzugsbereich der in den 1990er Jahren in Gwardeisk (Tapiau) neu entstandenen evangelisch-lutherischen Gemeinde, einer Filialgemeinde der Auferstehungskirche in Kaliningrad (Königsberg) in der Propstei Kaliningrad der Evangelisch-lutherischen Kirche Europäisches Russland.